# Nouvel an dans l'Égypte antique
Dans l'Égypte antique, le jour de l’an était le premier jour du calendrier, soit le premier jour du premier mois de la saison de l’inondation des cultures par le Nil : le I Akhet 1.
Le I Akhet 1 correspondait symboliquement à la crue du Nil, même si ce ne fut pas toujours le cas car le calendrier de l'Égypte antique se décalait chaque année. Ainsi, cette date portait en elle une forte connotation de renouveau bénéfique, la crue du Nil étant vitale pour les Égyptiens car elle déposait sur les cultures du limon, permettant ainsi de bonnes récoltes.
Les sages égyptiens, ayant constaté que le début de la crue du Nil concorde approximativement avec l'apparition céleste de Sôpdit ont fait l'amalgame entre les deux phénomènes. Le calendrier gravé sur les ordres de Ramsès III sur les murs extérieurs de son temple de Médinet Habou atteste que la fête de Sôpdit coïncide avec celle du nouvel an.
C’est symboliquement le jour de l’an de l’an VII du règne de Thoutmôsis III qu’Hatchepsout proclame (sur les parois du temple de Deir el-Bahari) que son « couronnement » eut lieu. En fait, il aurait réellement eu lieu entre le II Peret 1 et le IV Chémou 30, soit bien plus tard dans l’année, selon les inscriptions de son seul obélisque encore érigé à Karnak. Elle proclame donc idéalement son couronnement au jour de l’an pour profiter de la portée symbolique de cette date.

## La grande fête du nouvel an
Le nouvel an est sans aucun doute l'une des fêtes les plus prisées des Égyptiens de l'Antiquité. À cette occasion, chacun fait des offrandes aux défunts et aux dieux, surtout à Rê, dont le jour de naissance était censé être le jour de l’an. De même, une procession de vases remplis de « l’eau nouvelle » du Nil avait lieu du fleuve jusqu’aux temples. Dans les temples, on procédait à des rites d’illuminations, et on en profitait également pour les reconsacrer aux dieux. C'est également le moment où le pharaon va pouvoir faire plaisir à ses principaux favoris, une façon d'affermir un peu plus son pouvoir. Les présents prodigués par le roi au nouvel an sont parfois somptueux. Des scènes gravées sur les parois de la tombe de Kenamon, intendant d'Amenhotep II, montrent le luxe déployé en la circonstance ; ce haut personnage était chargé de la distribution des présents qu'il faisait sortir du trésor royal et qui devaient au préalable être soumis à l'approbation du roi. Les objets les plus prisés sont des statuettes dorées à l'effigie du roi, sculptées dans toutes les attitudes et avec tous les costumes possibles, pour bien montrer la force et la vitalité de Pharaon. Les armes sont également appréciées : carquois incrustés de pierreries, poignards, haches et boucliers, sans compter les nombreux sièges à dossier, les éventails, les coffres décorés, les miroirs, les vases précieux, les scènes de chasse.

## Note
1. ↑  Grégory Lanners, « Le jour de l'An en Égypte ancienne », Toutankhamon Magazine, no 25,‎ février/mars 2006, p. 46-48